# Uddevalla och Strömstads valkrets
Uddevalla och Strömstads valkrets var vid riksdagsvalen 1896–1905 till andra kammaren en egen valkrets med ett mandat. Valkretsen, som omfattade städerna Uddevalla och Strömstad, avskaffades vid inför riksdagsvalet 1908, då Uddevalla bildade egen valkrets medan Strömstad fördes till Strömstads, Lysekils, Marstrands, Kungälvs och Åmåls valkrets.

## Riksdagsmän
- Carl Collander, vilde 1897 (1897–24/1 1898)
- Theodor Lundgren, lmp (22/2 1898–1902)
- Sixten Neiglick, lib s (1903–1908)

## Valresultat

### 1896
| Andrakammarvalet i Sverige 1896: Uddevalla och Strömstads valkrets | Andrakammarvalet i Sverige 1896: Uddevalla och Strömstads valkrets | Andrakammarvalet i Sverige 1896: Uddevalla och Strömstads valkrets | Andrakammarvalet i Sverige 1896: Uddevalla och Strömstads valkrets | Andrakammarvalet i Sverige 1896: Uddevalla och Strömstads valkrets |
| Kandidat                                                           | Kandidat                                                           | Röster                                                             | Röster                                                             | Röster                                                             |
| Kandidat                                                           | Kandidat                                                           | Antal                                                              | %                                                                  | +− %                                                               |
| ------------------------------------------------------------------ | ------------------------------------------------------------------ | ------------------------------------------------------------------ | ------------------------------------------------------------------ | ------------------------------------------------------------------ |
|                                                                    | Carl Collander                                                     | 316                                                                | 73,3                                                               |                                                                    |
|                                                                    | C.G. Folcker i Strömstad                                           | 87                                                                 | 20,2                                                               |                                                                    |
|                                                                    | Övrig kandidat                                                     | 28                                                                 | 6,5                                                                |                                                                    |
| Antal giltiga röster                                               | Antal giltiga röster                                               | 431                                                                |                                                                    |                                                                    |
| Kasserade röster                                                   | Kasserade röster                                                   | 2                                                                  |                                                                    |                                                                    |
| Totalt                                                             | Totalt                                                             | 433                                                                |                                                                    |                                                                    |

- Valdeltagandet var 56,5%.

### 1899
| Andrakammarvalet i Sverige 1899: Uddevalla och Strömstads valkrets | Andrakammarvalet i Sverige 1899: Uddevalla och Strömstads valkrets | Andrakammarvalet i Sverige 1899: Uddevalla och Strömstads valkrets | Andrakammarvalet i Sverige 1899: Uddevalla och Strömstads valkrets | Andrakammarvalet i Sverige 1899: Uddevalla och Strömstads valkrets |
| Kandidat                                                           | Kandidat                                                           | Röster                                                             | Röster                                                             | Röster                                                             |
| Kandidat                                                           | Kandidat                                                           | Antal                                                              | %                                                                  | +− %                                                               |
| ------------------------------------------------------------------ | ------------------------------------------------------------------ | ------------------------------------------------------------------ | ------------------------------------------------------------------ | ------------------------------------------------------------------ |
|                                                                    | Theodor Lundgren                                                   | 332                                                                | 60,4                                                               |                                                                    |
|                                                                    | Albert Andersson                                                   | 218                                                                | 39,6                                                               |                                                                    |
| Antal giltiga röster                                               | Antal giltiga röster                                               | 550                                                                |                                                                    |                                                                    |
| Kasserade röster                                                   | Kasserade röster                                                   | 2                                                                  |                                                                    |                                                                    |
| Totalt                                                             | Totalt                                                             | 552                                                                |                                                                    |                                                                    |

Valet ägde rum den 5 september 1899. Valdeltagandet var 73,1%.

### 1902
| Andrakammarvalet i Sverige 1902: Uddevalla och Strömstads valkrets | Andrakammarvalet i Sverige 1902: Uddevalla och Strömstads valkrets | Andrakammarvalet i Sverige 1902: Uddevalla och Strömstads valkrets | Andrakammarvalet i Sverige 1902: Uddevalla och Strömstads valkrets | Andrakammarvalet i Sverige 1902: Uddevalla och Strömstads valkrets |
| Kandidat                                                           | Kandidat                                                           | Röster                                                             | Röster                                                             | Röster                                                             |
| Kandidat                                                           | Kandidat                                                           | Antal                                                              | %                                                                  | +− %                                                               |
| ------------------------------------------------------------------ | ------------------------------------------------------------------ | ------------------------------------------------------------------ | ------------------------------------------------------------------ | ------------------------------------------------------------------ |
|                                                                    | Sixten Neiglick                                                    | 389                                                                | 58,3                                                               |                                                                    |
|                                                                    | Theodor Lundgren                                                   | 158                                                                | 23,7                                                               | ▼36,7                                                              |
|                                                                    | Albert Andersson                                                   | 119                                                                | 17,8                                                               | ▼21,8                                                              |
|                                                                    | Övrig kandidat                                                     | 1                                                                  | 0,2                                                                |                                                                    |
| Antal giltiga röster                                               | Antal giltiga röster                                               | 667                                                                |                                                                    |                                                                    |
| Kasserade röster                                                   | Kasserade röster                                                   | 1                                                                  |                                                                    |                                                                    |
| Totalt                                                             | Totalt                                                             | 668                                                                |                                                                    |                                                                    |

Valet ägde rum den 9 september 1902. Valdeltagandet var 73,2%.

### 1905
| Andrakammarvalet i Sverige 1905: Uddevalla och Strömstads valkrets | Andrakammarvalet i Sverige 1905: Uddevalla och Strömstads valkrets | Andrakammarvalet i Sverige 1905: Uddevalla och Strömstads valkrets | Andrakammarvalet i Sverige 1905: Uddevalla och Strömstads valkrets | Andrakammarvalet i Sverige 1905: Uddevalla och Strömstads valkrets |
| Kandidat                                                           | Kandidat                                                           | Röster                                                             | Röster                                                             | Röster                                                             |
| Kandidat                                                           | Kandidat                                                           | Antal                                                              | %                                                                  | +− %                                                               |
| ------------------------------------------------------------------ | ------------------------------------------------------------------ | ------------------------------------------------------------------ | ------------------------------------------------------------------ | ------------------------------------------------------------------ |
|                                                                    | Sixten Neiglick                                                    | 337                                                                | 84,0                                                               | ▲25,7                                                              |
|                                                                    | Theodor Lundgren                                                   | 57                                                                 | 14,2                                                               | ▼9,5                                                               |
|                                                                    | E.T. Ljunggren i Strömstad                                         | 5                                                                  | 1,3                                                                |                                                                    |
|                                                                    | Övriga kandidater                                                  | 2                                                                  | 0,5                                                                |                                                                    |
| Antal giltiga röster                                               | Antal giltiga röster                                               | 401                                                                |                                                                    |                                                                    |
| Kasserade röster                                                   | Kasserade röster                                                   | 0                                                                  |                                                                    |                                                                    |
| Totalt                                                             | Totalt                                                             | 401                                                                |                                                                    |                                                                    |

Valet ägde rum den 9 september 1905. Valdeltagandet var 39,7%.